# Ладрері
Ладрері (груз. ლადრერი) — село в Грузії.
За даними перепису населення 2014 року в селі проживає 37 осіб.